# Рее, Ханс
Ханс Рее (нидерл. Hans Ree; род. 15 сентября 1944 года, Амстердам) — нидерландский шахматист, гроссмейстер (1980).
Первых успехов добился в юношеских соревнованиях: чемпионаты Амстердама (1961 и 1962) — 1-е; международный турнир в Гронингене (1965/1966) — 1—2-е места (с Р. Хюбнером). Чемпион страны (1967, 1969, 1971 и 1982). В составе команды Нидерландов участник 10 олимпиад (1966—1984).
Лучшие результаты в других международных соревнованиях: Тер-Апел (1966 и 1987) — 1-е и 1—3-е; Амстердам (1968) — 3—7-е, 1974 — 5-е, 1980 — 1—2-е, 1982 — 4-е; Ванкувер (1971; открытое первенство Канады) — 1—2-е (с Б. Спасским); Тунис (1973) — 1-е; Будапешт (1977) — 4—5-е; Карловац (1977) — 1—3-е; Вейк-ан-Зее (1978 и 1985) — 4—5-е и 6—9-е; Грац (1979) — 1-е; Марибор (1980) — 3—4-е; Остенде (1985) — 1—2-е; Джакарта (1986) — 5-е места.

## Изменения рейтинга
| Графики недоступны из-за технических проблем. См. информацию на Фабрикаторе и на mediawiki.org. |